# Hapalothrix lugubris
Hapalothrix lugubris is een muggensoort uit de familie van de Blephariceridae. De wetenschappelijke naam van de soort is voor het eerst geldig gepubliceerd in 1876 door Loew.